# Villiers-en-Bière
Villiers-en-Bière é uma comuna francesa localizada na região administrativa da Île-de-France, no departamento Sena e Marne. A comuna possui 158 habitantes segundo o censo de 1990.